# Niendorf (Bienenbüttel)
Niendorf ist ein Ortsteil der Einheitsgemeinde Bienenbüttel im niedersächsischen Landkreis Uelzen.

## Geografie und Verkehrsanbindung
Niendorf liegt nördlich des Kernortes Bienenbüttel an der Kreisstraße K 42. Südöstlich fließt die Ilmenau und verläuft die B 4, östlich fließt der Elbe-Seitenkanal. Südlich und östlich erstreckt sich das 230 ha große Naturschutzgebiet Vierenbach.

## Sehenswürdigkeiten

### Baudenkmale
In der Liste der Baudenkmale in Bienenbüttel ist für Niendorf kein Baudenkmal aufgeführt.